# Solenostoma polyrhizoides
Solenostoma polyrhizoides là một loài rêu tản trong họ Jungermanniaceae. Loài này được (Grolle) Váňa & D.G. Long mô tả khoa học lần đầu tiên năm 2009.